# بیستا
بیِستا (به سوئدی: Bjästa) یک شهر کوچک است که در بخش آرنهوستوی شهرستان وسترنورلاند در کشور سوئد واقع شده است. جمعیت بیستا در پایان سال ۲۰۱۰ بالغ بر ۱٬۸۰۸ نفر بوده است.